# Düns

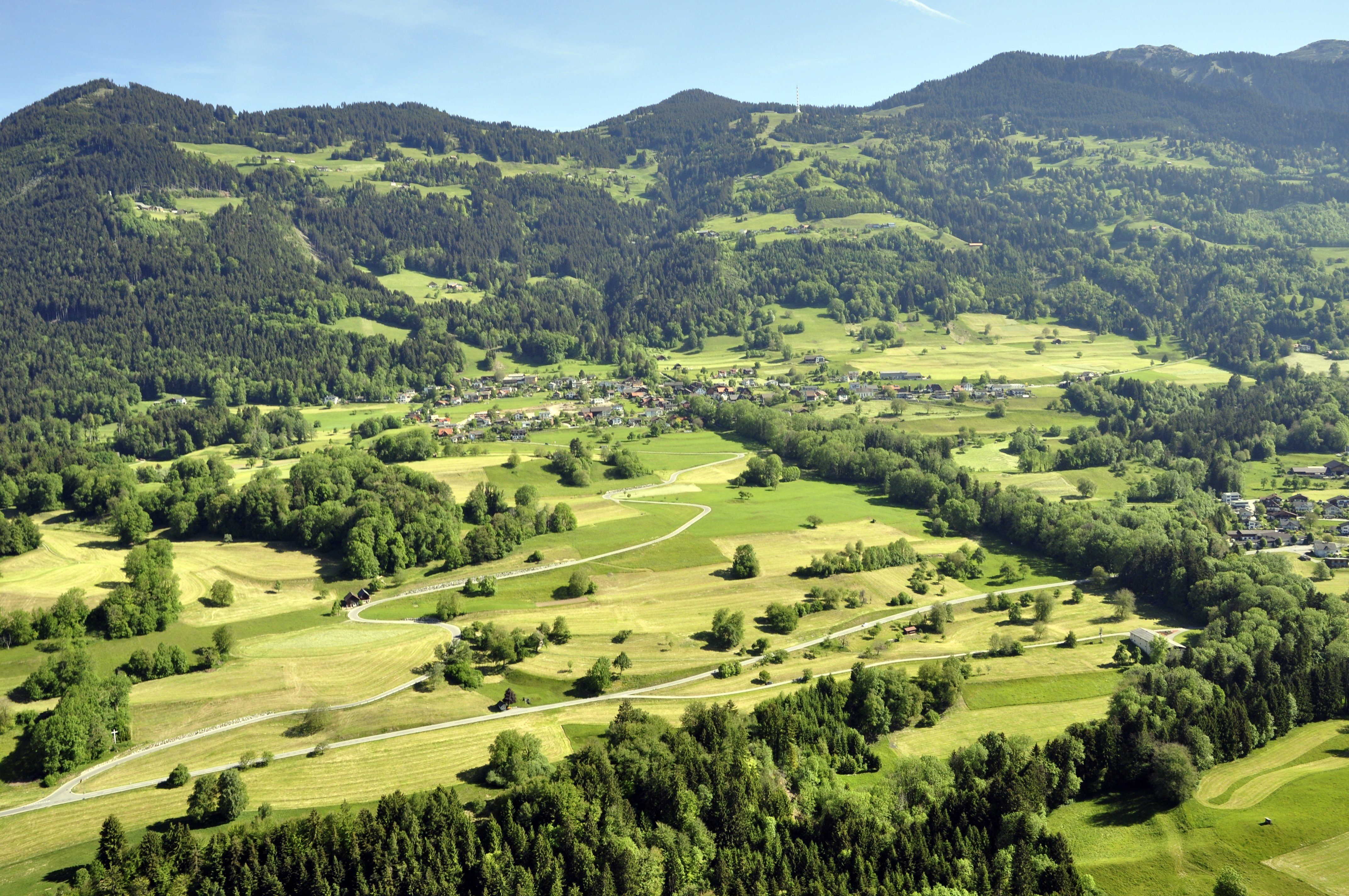
Blick auf das Dünser Gemeindegebiet von Süden

Düns ist eine Gemeinde in Österreich in Vorarlberg im Bezirk Feldkirch mit 427 Einwohnern (Stand 1. Jänner 2024).

## Name
Der Name Düns hat im Laufe der Jahrhunderte eine unterschiedliche Schreibweise gefunden. Im 9. Jahrhundert wurde der Ort Túnia genannt, 1270 Tunnis, 1182 Tuns, 1273 Tunnes, 1363 Tüns, um 1400 Tuns, der Dünserberg Tunserberg, 1408 Tüns, 1449 Thinß bzw. Tins, 1480 wieder Tüns, 1496 Thüns bzw. 1497 Tünß und der Dünserberg 1500 Tünseregg, 1560 Tinß, 1570 Thünss, 1582 wieder Thüns, 1599 Dinß, 1601 Dünß, 1626 wieder Thüns etc.
Der Name Túnia soll seiner alten Betonung nach vorrömischen Ursprungs sein, unter Umständen eine Ableitung von *Dûnia im Sinne von zur Anhöhe, Burg gehörig und mit dem kelt.: *dûnon im Sinne von Höhe, Burg verwandt sein.

## Geografie
Düns liegt im westlichsten Bundesland Österreichs, Vorarlberg, im Bezirk Feldkirch auf 753 Metern Höhe. Beinahe sechzig Prozent der Fläche sind bewaldet, ein Drittel wird landwirtschaftlich genutzt.

### Gemeindegliederung
Es gibt nur die Katastralgemeinde Düns.

### Nachbargemeinden
| Satteins |                                             | Dünserberg |
|          | Kompassrose, die auf Nachbargemeinden zeigt |            |
| Röns     |                                             | Schnifis   |

## Geschichte
Das Dorf Düns wurde 842 erstmals urkundlich erwähnt. Im Mittelalter war das Gebiet im Besitz der Montforter und fiel 1397 an die Habsburger. An der Stelle der heutigen Pfarrkirche wurde 1426 eine Kapelle errichtet. Im 17. Jahrhundert wurden am Montanastbach breite, zweigeschoßige Blockbauten vorwiegend als Doppelhäuser im Stil der Walser erbaut. Diese sind teilweise heute noch vorhanden. Die erste Schule wurde 1778 aus Holz gebaut. Im Jahr 1831 erfolgte die Vergrößerung der Kapelle auf die Größe der heutigen Kirche und 1842 die Ernennung zur eigenständigen Pfarre.
Von 1805 bis 1814 gehörte der Ort zu Bayern, dann wieder zu Österreich. Zum österreichischen Bundesland Vorarlberg gehört Düns seit der Gründung des Vorarlberger Landtages 1861. Der Ort war 1945 bis 1955 Teil der französischen Besatzungszone in Österreich.

### Bevölkerungsentwicklung
Ende des Jahres 2011 lag der Ausländeranteil in der Gemeinde bei 5,8 Prozent, wobei die Hälfte aus EU-Ländern entfiel.

## Kultur und Sehenswürdigkeiten
- Katholische Pfarrkirche Düns hl. Antonius mit Friedhof und Grabstätte Gohm und Pfarrhof
- Einige Bauernhöfe, dabei: Walser Paarhöfe

## Wirtschaft und Infrastruktur

### Erwerbstätigkeit
Im Jahr 2011 gab es im Ort 47 Arbeitsplätze. Davon entfielen elf auf die Landwirtschaft, neun auf den Produktionssektor und 27 auf Dienstleistungen. Von den 173 Erwerbstätigen, die in Düns wohnten, pendelten achtzig Prozent aus.

### Bildung
In Düns gibt es einen Kindergarten und eine zweiklassige Volksschule (Stand 2020).

## Politik

### Gemeindevertretung
In Vorarlberg wählen die Bürger alle fünf Jahre die Mitglieder der Gemeindevertretung durch Ankreuzen eines Listen-Wahlvorschlages bzw. durch Mehrheitswahl wenn kein Listenvorschlag vorliegt. Weiters den Bürgermeister durch Ankreuzen eines Wahlvorschlages.
Die Gemeindevertretung wählt in der konstituierenden Sitzung aus ihrer Mitte – sofern keine Wahl durch die Bürger zustande kam – gemäß § 61 Gemeindegesetz einen Bürgermeister und dann einen mindestens dreiköpfigen Gemeindevorstand. Die Zahl dieser „Gemeinderäte“ darf aber gemäß § 55 den vierten Teil der Zahl der Gemeindevertreter nicht übersteigen.
Der Bürgermeister führt den Vorsitz bei den generell öffentlichen Sitzungen der Gemeindevertretung, in denen kommunale Belange besprochen und Beschlüsse gefasst werden. Beobachter haben kein Mitspracherecht und kein Stimmrecht. Die Gemeindevertretung kann nach Bedarf Ausschüsse bestellen. Sitzungen des Gemeindevorstandes und der Ausschüsse sind nicht öffentlich.

#### Sitzverteilung nach den Wahlen
- Gemeindevertretungswahlen 1985: Gemeindel. Düns 9.[10]
- Gemeindevertretungswahlen 1990: Gemeindel. Düns 7, Neue Liste Düns 2.[11]
- Gemeindevertretungswahlen 1995: Gemeindeliste Düns 8, Parteifreie neue Liste Düns 1.[12]
- Gemeindevertretungswahlen 2000: Gemeindeliste Düns 9.[13]
- Gemeindevertretungswahlen 2005: Gemeindeliste Düns 9.[14]
- Gemeindevertretungswahlen 2010: Gemeindeliste Düns 9.[15]
- Gemeindevertretungswahlen 2015: Gemeindeliste Düns 9.[16]
- Gemeindevertretungswahlen 2020: Gemeindeliste Düns 9.[17]
- Gemeindevertretungswahlen 2025: Gemeindeliste Düns 9.[18]

### Bürgermeister
- 1945–1947 Wendelin Gohm[19]
- 1945–1955 Andreas Dünser[19]
- 1955–1972 Karl Schregenberger[19]
- 1972–1993 Bruno Schnetzer[19]
- 1993–2015 Ludwig Mähr[19][20]
- 2015–2025 Gerold Mähr[20]
- seit 2025 Lukas Batlogg[21][22]

### Wappen
Der Gemeinde wurde 1970 folgendes Wappen verliehen: Geteilt von Gold und Grün, oben drei grüne Efeublätter ohne Stiel, eins zu zwei gestellt; unten ein nach links gewendetes silbernes Hifthorn mit goldenen Beschlägen und goldener Schnur.

## Persönlichkeiten

### Söhne und Töchter der Gemeinde
- Sepp Aman (1870–1957), Wanderlehrer und Politiker (Landbund)
- Herbert Fritsch (1945–2007), Künstler
- Marga Swoboda (1955–2013), Journalistin und Kolumnistin